# Union (hrabstwo Door)
Union – miasto w Stanach Zjednoczonych, w stanie Wisconsin, w hrabstwie Door.